# Der Rabe (Zeitschrift)
Der Rabe war eine Literaturzeitschrift im Taschenbuchformat, die in 63 Ausgaben zwischen 1982 und 2001 im Haffmans Verlag, Zürich, erschien. Einzelne Nummern erschienen danach noch 2005, 2007 und 2019.

## Publikationsgeschichte
Der Titel der von Gerd Haffmans begründeten Zeitschrift nimmt Bezug auf den Raben als literarische Figur. In der ersten Nummer wurde unter anderem das Gedicht Der Rabe von Edgar Allan Poe mit einer Übersetzung von Hans Wollschläger abgedruckt; den Umschlag zierte eine Zeichnung von F. K. Waechter mit Poes Raben sowie Wilhelm Buschs Hans Huckebein und Christian Morgensterns Raben auf dem Kilometerstein Km 21.
Der Rabe war eines der wesentlichen Organe nicht nur des Haffmans Verlags, sondern auch der Autoren der Neuen Frankfurter Schule, die wie Eckhard Henscheid, Robert Gernhardt oder F. W. Bernstein dort veröffentlichten. Dazu kamen jüngere Autoren wie Max Goldt, Tex Rubinowitz, Margit Schreiner und Fanny Müller.
Neben zeitgenössischen deutschen Autoren veröffentlichte Der Rabe immer auch Texte neuerer britischer und US-amerikanischer Autoren wie beispielsweise von Julian Barnes oder Kinky Friedman.
Daneben gab es auch Sondernummern zu einzelnen Autoren wie den Arno-Schmidt-Raben (Nr. 12) oder den Karl-May-Raben (Nr. 27). Ansonsten hatten die meisten Ausgaben einen thematischen Schwerpunkt, beispielsweise Briefe, Politik oder Film. Kulinarisch-literarische Texte wurden 1988 bis 1992 in vier Ausgaben der Schwesterzeitschrift Die Rübe veröffentlicht.
Nach der Insolvenz des Haffmans Verlags 2001 wurde Der Rabe eingestellt. 2005 erschien, passend zu Harry Rowohlts 60. Geburtstag, Nr. 64 Der Harry-Rowohlt-Rabe als angeklebte Zugabe zu einer Neuauflage von Harry Rowohlts Pooh's Corner bei Zweitausendeins. 2007 erschien der Der Rabe 65 als dreiteiliger Rabe (Zukunfts-Rabe, Europa-Rabe, Jubel-Rabe) in der Reihe Haffmans bei Zweitausendeins. Ein weiterer Rabe erschien 2019 als Festschrift zum 75. Geburtstag von Gerd Haffmans als Nummer 75 in grösserem Format (es gibt keine Nummern 66–74).
Nach wie vor erscheint jedoch noch der Raben-Kalender, ein Tagesabreißkalender mit zeitgenössischen und historischen Zitaten, Karikaturen und anderen Inhalten.

## Verzeichnis aller Ausgaben
| Nr. | Jahr | Titel (in Klammern: fiktive oder indirekt (z. B. durch Ankündigungen) erschlossene Titel) | Herausgeber                                                                                 | Besonderheiten | ISBN                   |
| --- | ---- | ----------------------------------------------------------------------------------------- | ------------------------------------------------------------------------------------------- | --- | ---------------------- |
| 1   | 1982 | (Der erste Rabe)                                                                          | Gerd Haffmans                                                                               | | ISBN 978-3-251-10001-9 |
| 2   | 1983 | (Der Zwanziger-Jahre-Rabe)                                                                | Gerd Haffmans                                                                               | | ISBN 978-3-251-10002-6 |
| 3   | 1983 | Der Ferien-Rabe                                                                           | Gerd Haffmans                                                                               | roter Schnitt | ISBN 978-3-251-10003-3 |
| 4   | 1983 | (Der neue deutsche Literatur-Rabe)                                                        | Gerd Haffmans                                                                               | | ISBN 978-3-251-10004-0 |
| 5   | 1984 | (Der philosophische Rabe)                                                                 | Gerd Haffmans                                                                               | | ISBN 978-3-251-10005-7 |
| 6   | 1984 | (Der Lust-Rabe)                                                                           | ***                                                                                         | Der Herausgeber wurde mit drei Sternen angegeben als Parodie auf eine ähnliche Praxis bei anonym erscheinenden Erotikromanen                               | ISBN 978-3-251-10006-4 |
| 7   | 1984 | Der neue Ferien-Rabe                                                                      | Thomas Bodmer                                                                               | gelber Schnitt | ISBN 978-3-251-10007-1 |
| 8   | 1984 | Ein deutscher Rabe                                                                        | Gerd Haffmans                                                                               | | ISBN 978-3-251-10008-8 |
| 9   | 1985 | Der klassische Rabe                                                                       | Gerd Haffmans                                                                               | | ISBN 978-3-251-10009-5 |
| 10  | 1985 | Der Brief-Rabe                                                                            | Gerd Haffmans                                                                               | | ISBN 978-3-251-10010-1 |
| 11  | 1985 | Der Reise-Rabe                                                                            | Gerd Haffmans                                                                               | blauer Schnitt | ISBN 978-3-251-10011-8 |
| 12  | 1985 | (Der Arno-Schmidt-Rabe)                                                                   | Jan Philipp Reemtsma und Bernd Rauschenbach                                                 | | ISBN 978-3-251-10022-4 |
| 13  | 1986 | (Der Glücks-Rabe)                                                                         | Gerd Haffmans                                                                               | schwarzer statt roter Einband | ISBN 978-3-251-10013-2 |
| 14  | 1986 | (Der Musik-Rabe)                                                                          | Thomas Bodmer                                                                               | | ISBN 978-3-251-10014-9 |
| 15  | 1986 | (Der Dekadenz-Rabe)                                                                       | Gerd Haffmans                                                                               | | ISBN 978-3-251-10015-6 |
| 500 | 1987 | Der Jubel-Rabe                                                                            | Gerd Haffmans                                                                               | Einmalige Sondernummer zum 5-jährigen Bestehen der Reihe                                                                                                   | ISBN 978-3-251-10500-7 |
| 16  | 1987 | (Der antike Rabe)                                                                         | Gerd Haffmans                                                                               | | ISBN 978-3-251-10016-3 |
| 17  | 1987 | (Der postmoderne Rabe)                                                                    | Gerd Haffmans                                                                               | | ISBN 978-3-251-10017-0 |
| 18  | 1987 | (kulinarischer Rabe)                                                                      | Vincent Klink, Stephan Opitz und Joseph von Westphalen                                      | weißer statt roter Einband abwaschbarer Hardcover statt Taschenbuch Untertitel "Magazin für kulinarische Literatur"                                        | ISBN 978-3-251-10018-7 |
| 19  | 1988 | (Der Schopenhauer-Rabe)                                                                   | Gerd Haffmans                                                                               | | ISBN 978-3-251-10019-4 |
| 20  | 1988 | (Der Kino-Rabe)                                                                           | Thomas Bodmer                                                                               | | ISBN 978-3-251-10020-0 |
| 21  | 1988 | (Der Beziehungs-Rabe)                                                                     | Gerd Haffmans                                                                               | | ISBN 978-3-251-10021-7 |
| 22  | 1988 | (Der Politik-Rabe)                                                                        | Gerd Haffmans                                                                               | | ISBN 978-3-251-10022-4 |
| 23  | 1989 | (Der Geschichts-Rabe)                                                                     | Gerd Haffmans                                                                               | | ISBN 978-3-251-10023-1 |
| 24  | 1989 | Der Rausch-Rabe                                                                           | Bernd Rauschenbach                                                                          | | ISBN 978-3-251-10024-8 |
| 25  | 1989 | Der Weiber-Rabe                                                                           | Elsemarie Maletzke                                                                          | | ISBN 978-3-251-10025-5 |
| 26  | 1989 | (Der Kinder-Rabe)                                                                         | Nikolaus Heidelbach                                                                         | | ISBN 978-3-251-10026-2 |
| 27  | 1989 | Der Karl-May-Rabe                                                                         | Hermann Wiedenroth und Hans Wollschläger                                                    | gelber Schnitt entsprechend der Karl-May-Reihe des Verlages                                                                                                | ISBN 978-3-251-10027-9 |
| 28  | 1990 | (Der Sport-Rabe)                                                                          | Gerd Haffmans                                                                               | | ISBN 978-3-251-10028-6 |
| 29  | 1990 | Ein Irland-Rabe                                                                           | Wolfgang Schlüter                                                                           | | ISBN 978-3-251-10029-3 |
| 30  | 1991 | (Der deutsche Rabe)                                                                       | Gerd Haffmans                                                                               | Eckhard Henscheid wurde von René Böll verklagt, da Henscheid Heinrich Böll polemisch als „talentfrei“ und „steindumm“ bezeichnet hatte.                    | ISBN 978-3-251-10030-9 |
| 31  | 1991 | (Der exotische Rabe)                                                                      | Gerd Haffmans                                                                               | | ISBN 978-3-251-10031-6 |
| 32  | 1992 | Ich bin ein Schweizer Rabe                                                                | Haffmans Verlag AG                                                                          | | ISBN 978-3-251-10032-3 |
| 33  | 1992 | Der Hotel-Rabe                                                                            | Elsemarie Maletzke                                                                          | | ISBN 978-3-251-10033-0 |
| 34  | 1992 | Der Tagebuch-Rabe                                                                         | Joachim Kersten                                                                             | | ISBN 978-3-251-10034-7 |
| 35  | 1993 | Der Wissenschafts-Rabe                                                                    | Peter Haffner                                                                               | | ISBN 978-3-251-10035-4 |
| 36  | 1993 | Der Schul-Rabe                                                                            | Inge Hammelmann                                                                             | | ISBN 978-3-251-10036-1 |
| 37  | 1993 | Der heilige Rabe                                                                          | Mara Mauermann                                                                              | | ISBN 978-3-251-10037-8 |
| 38  | 1993 | Der Tier-Rabe                                                                             | Gerd Haffmans                                                                               | | ISBN 978-3-251-10038-5 |
| 39  | 1994 | Der maritime Rabe                                                                         | Stephan Opitz und Bernd Rauschenbach                                                        | | ISBN 978-3-251-10039-2 |
| 40  | 1994 | Der kriminelle Rabe                                                                       | Patrick Niemeyer                                                                            | | ISBN 978-3-251-10040-8 |
| 41  | 1994 | Der Architektur-Rabe                                                                      | Almut Gehebe                                                                                | | ISBN 978-3-251-10041-5 |
| 42  | 1995 | Der 13-Jahre-Rabe                                                                         | Barbara Gafner und Gerd Haffmans                                                            | | ISBN 978-3-251-10042-2 |
| 43  | 1995 | Der jüdische Rabe                                                                         | Charles Lewinsky                                                                            | | ISBN 978-3-251-10043-9 |
| 44  | 1995 | Der LeseLust-Rabe                                                                         | Tilo Eckardt und Patrick Niemeyer                                                           | | ISBN 978-3-251-10044-6 |
| 45  | 1996 | Der Werbe-Rabe                                                                            | Achim Szymanski und Gerd Stahlschmidt                                                       | | ISBN 978-3-251-10045-3 |
| 46  | 1996 | Der lebendige irische Rabe                                                                | Anne T. Clune                                                                               | grüner statt roter Einband | ISBN 978-3-251-10046-0 |
| 47  | 1996 | Der Flaubert-Rabe                                                                         | Volker Kriegel                                                                              | | ISBN 978-3-251-10047-7 |
| 48  | 1997 | Der Geld-und-Gold-Rabe                                                                    | Inge Hammelmann                                                                             | | ISBN 978-3-251-10048-4 |
| 49  | 1997 | Der Vampir-Rabe                                                                           | Thomas Mohr, Patrick Niemeyer und Robert Vito (d. i. Sky Nonhoff)                           | | ISBN 978-3-251-10049-1 |
| 50  | 1997 | Der Robert-Gernhardt-Rabe                                                                 | Heiko Arntz und Gerd Haffmans                                                               | | ISBN 978-3-251-10050-7 |
| 51  | 1997 | Der Schwindel-Rabe                                                                        | Susanne Fischer und Bernd Rauschenbach                                                      | | ISBN 978-3-251-10051-4 |
| 52  | 1998 | Der nordische Rabe                                                                        | Heinrich Detering und Stephan Opitz                                                         | | ISBN 978-3-251-10052-1 |
| 53  | 1998 | Der Pilz-Rabe                                                                             | Michael Rudolf                                                                              | | ISBN 978-3-251-10053-8 |
| 54  | 1998 | Der junge Schweizer Rabe                                                                  | Jürg Fischer und Constantin Seibt                                                           | | ISBN 978-3-251-10054-5 |
| 55  | 1999 | Der neueste Neue-deutsche-Literatur-Rabe                                                  | Heiko Arntz und Gerd Haffmans                                                               | | ISBN 978-3-251-10055-2 |
| 56  | 1999 | Der vierte Ferien-Rabe                                                                    | Heiko Arntz und Gerd Haffmans                                                               | | ISBN 978-3-251-10056-9 |
| 57  | 1999 | Der Verweigerungs-Rabe                                                                    | Heiko Arntz und Max Goldt                                                                   | gelber statt roter Einband | ISBN 978-3-251-10057-6 |
| 58  | 2000 | Der Erste-Mal-Rabe                                                                        | Heiko Arntz und Tex Rubinowitz                                                              | | ISBN 978-3-251-10058-3 |
| 59  | 2000 | Der phantastische Rabe                                                                    | Heiko Arntz und Gerd Haffmans                                                               | | ISBN 978-3-251-10059-0 |
| 60  | 2000 | Der Punk und Bärte-Rabe                                                                   | Max Goldt und Tex Rubinowitz                                                                | gelb/roter Einband | ISBN 978-3-251-10060-6 |
| 61  | 2000 | Der Gottfried-Keller-Rabe                                                                 | Joachim Kersten                                                                             | | ISBN 978-3-251-10061-3 |
| 62  | 2001 | Der Hasenfuß-Rabe                                                                         | Heiko Arntz und Angelika Maisch                                                             | | ISBN 978-3-251-10062-0 |
| 63  | 2001 | Der Bibel-Rabe                                                                            | Gerd Haffmans und Susanne Pohl                                                              | | ISBN 978-3-251-10063-7 |
| 64  | 2005 | Der Harry-Rowohlt-Rabe                                                                    | Heiko Arntz und Gerd Haffmans                                                               | weißer Einband mit Schwarz-Weiß-Titelfoto von Harry Rowohlt                                                                                                | ISBN 978-3-86150-547-1 |
| 65  | 2007 | Der Jubel-Rabe                                                                            | Gerd Haffmans                                                                               | Drei-Themen-Rabe zum 25-jährigen Bestehen (Der Zukunfts-Rabe, Der Europa-Rabe, Der Jubel-Rabe)                                                             | ISBN 978-3-86150-802-1 |
| 75  | 2019 | Der Haffmans-Rabe                                                                         | Katinka van Eycken und Jakob Winter (Pseudonyme) „unter heimlicher Mitwirkung des Jubilars“ | Gerd Haffmans zum 75. Geburtstag. Mit Chronik des Haffmans Verlags (bzw. Haffmans bei Zweitausendeins) 1982–2018 und einer Haffmans-Personal-Bibliographie | ISBN 978-3-96318-036-1 |